# 山口陽史
山口 陽史（やまぐち よしじ、Yoshiji Yamaguchi、1974年9月11日 - ）は、日本の漫画家。奈良県出身。主に『月刊少年チャンピオン』誌上で作品を発表している。代表作は『トンビ』、『ブリーチャーズ』、『エグザムライ戦国』など。
代々木アニメーション学院卒業後、17歳で上京。漫画家･米原秀幸の元でアシスタント経験を積んだ後、1994年に『Baby1/2でいこう!』で『月刊少年チャンピオン』にてデビューした。
1998年には『トンビ』で連載デビュー。『月刊少年チャンピオン』誌上にて、2001年には『ブリーチャーズ』を、2011年11月号から2014年1月号には『エグザムライ戦国G』を連載。

## 人物
17歳の時に上京して以来、米原秀幸の1番弟子としてアシスタントを務めてきた。『Dämons』では指揮を任される 鈴木大、緋采俊樹、小出もと貴、園山二美、歳脇将幸とは交友関係にある。

## 作品リスト

### 漫画
※各個別についての詳細はそれぞれの項目を参照のこと。

#### 連載作品
- ブリーチャーズ（原作：鈴木大、『月刊少年チャンピオン』（秋田書店）国内：全1巻、海外：全5巻）2001年
- トンビ（原作：宮崎信二、『月刊少年チャンピオン』（秋田書店）、全6巻）1998- 2000年
- エグザムライ戦国（企画・原案：HIRO (EXILE)/松田誠、キャラクター原案：髙橋ヒロシ、『月刊少年チャンピオン』（秋田書店）、全7巻）2009年 - 2011年
- エグザムライ戦国G（企画・原案：HIRO・NESMITH (EXILE)/松田誠、キャラクター原案：高橋ヒロシ、『月刊少年チャンピオン』（秋田書店）、全5巻）2011年 - 2013年
- 金翼のガルダ〜南斗五車星前史〜（原案：武論尊・原哲夫、『月刊コミックゼノン』（徳間書店））2013年
- 三国志武将列伝（『別冊少年チャンピオン』（秋田書店）、既刊2巻）2018年 - 2023年

#### 読み切り作品
- JUNK UP!（『月刊少年チャンピオン』）
- 青空Life（『月刊少年チャンピオン』、全2話）
- 上機嫌（『別冊 月刊チャンピオン クローズ外伝』）
- Baby1/2でいこう!（『月刊少年チャンピオン』）
- 呉‐孫策伯符という男‐（『別冊少年チャンピオン』2017年6月号）
- 呉‐甘寧興覇という男‐（『別冊少年チャンピオン』2017年10月号）
- 呉‐周瑜公瑾という男‐（『別冊少年チャンピオン』2018年1月号）
- 呉‐大史慈子義という男‐（前後編）（『別冊少年チャンピオン』2018年4月号、5月号）

### その他
- 劇団エグザムライ（『月刊EXILE』（LDH））
- トレーディングアーケードカードゲーム

「戦国大戦-1560 尾張の風雲児-」（ゲストキャラクターとして『エグザムライ戦国』のメインキャラクターが登場、SEGA）
- ChainDive（広告漫画・全3話、『電撃PlayStation』（アスキー・メディアワークス））